# Sosibios
Sosibios (data urodzenia nieznana – zm. w 203 r. p.n.e.) - dworzanin i minister władców Egiptu z dynastii Ptolemeuszy: Ptolemeusza IV Filopatora i Ptolemeusza V Epifanesa.
Był kreatorem polityki wewnętrznej i zagranicznej Egiptu w ostatnim dwudziestoleciu III w. p.n.e., osiągając największą po faraonach władzę na dworze w Aleksandrii. Uznawany za jednego z najinteligentniejszych i bezwzględnych polityków ówczesnego świata hellenistycznego.
Doprowadził do wymordowania niezgadzających się z nim członków rodziny królewskiej: Berenike II, matki Ptolemeusza IV, Magasa, brata Ptolemeusza II oraz Lizymacha, brata Ptolemeusza III. Spowodował uwięzienie przebywającego na wygnaniu w Egipcie króla Sparty Kleomenesa III, który po wydostaniu się z więzienia i nieudanej próbie wywołania powstania przeciwko faraonowi popełnił samobójstwo. Po śmierci Ptolemeusza IV, pragnąc zachować władzę i wpływ na jego małoletniego następcę Ptolemeusza V, zlecił zamordowanie jego matki Arsinoe III w celu niedopuszczenia do jej regencji.
W polityce zagranicznej dążył do utrzymania stanu posiadania imperium ptolemejskiego na terytorium Syrii i Fenicji oraz osłabienia pozycji państwa Seleucydów zagrażającego tym posiadłościom.